# Jan Trefný
Jan Trefný (20. března 1875 Šťáhlavy – 19. září 1943 Domažlice) byl český akademický malíř, žák prof. Julia Mařáka a středoškolský profesor.

## Život
Narodil se ve Šťáhlavech u Plzně v rodině krejčího Františka Trefného. Po absolvování základního vzdělání studoval na německé reálce v Plzni, kde jedním z jeho profesorů byl Karel Klostermann. Na této škole se plně rozvinul jeho malířský talent. Po absolvování plzeňské reálky následovalo studium na pražské malířské Akademii v letech 1893–1896. Studoval u profesora M. Pirnera a 1 rok 1895/96 navštěvoval krajinářskou školu prof. J. Mařáka. Po ukončení studia na pražské Akademii odešel do Mnichova, kde v letech 1896–1897 navštěvoval speciální uměleckou školu u prof. Antona Ažbeho[zdroj?]. 
Následně Trefný složil pedagogické zkoušky z matematiky, deskriptivy a kreslení. V roce 1898 nastoupil do školských služeb zprvu jako suplující profesor do Kolína. Rok pobýval v Rakovníku, čtyři roky v Písku a v letech 1903–1904 vyučoval v Kroměříži. Jeho další cesta směřovala do Prahy, kde pobýval v letech 1905–1908. Od roku 1908 zakotvil natrvalo v Domažlicích, kde vyučoval na reálném gymnáziu. 
Kromě pedagogické činnosti, byl prof. Trefný i literárně činný. V roce 1939 vydal spolu s prof. M. Ludvíkem, Fr. Teplým a Bohuslavem Kümplem-Staňkovským knihu Církevní umění na Chodsku. Přispěl k opravám několika nástěnných maleb v domažlických kostelích a zrestauroval řadu církevních obrazů. Byl spoluzakladatelem spolku Chodovia. Jedním z jeho tří dětí byla významná malířka RNDr. Emilie Trefná (*1914–†1992). Ak. mal. prof. Jan Trefný zemřel 19. září 1943 v Domažlicích a je pohřben v rodinné hrobce na pražských Olšanských hřbitovech.

## Galerie

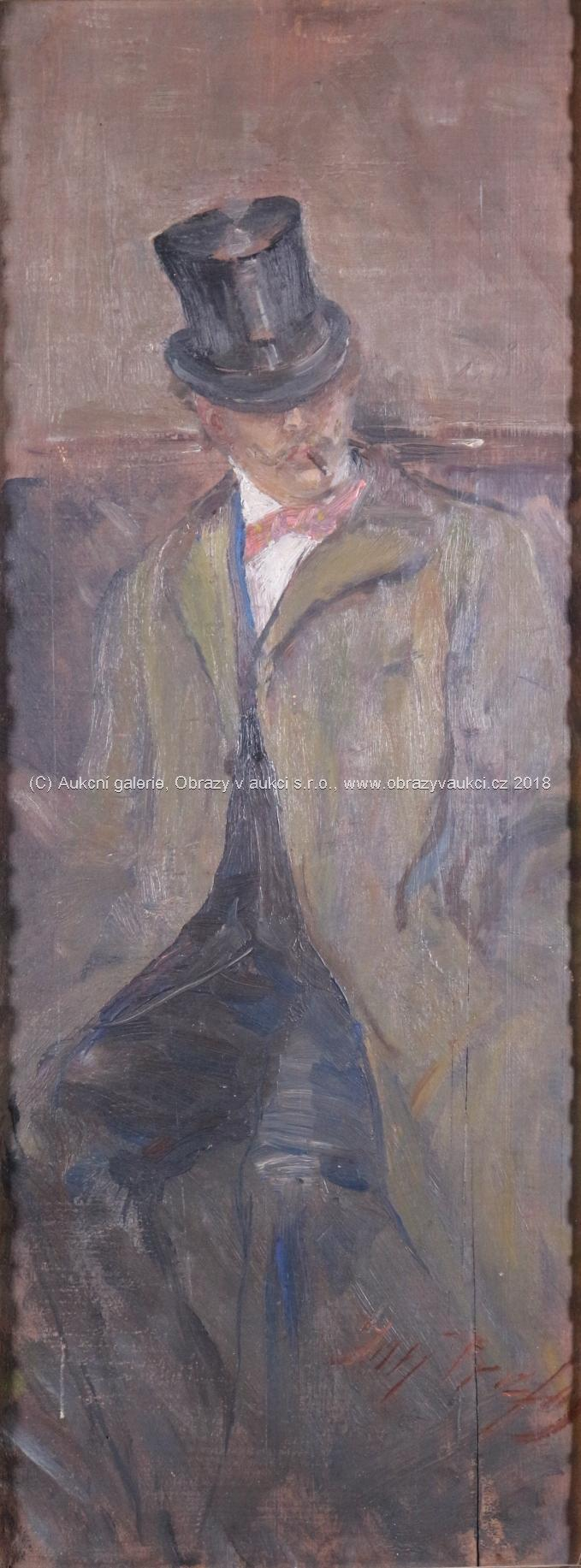
Jan Trefný Světák
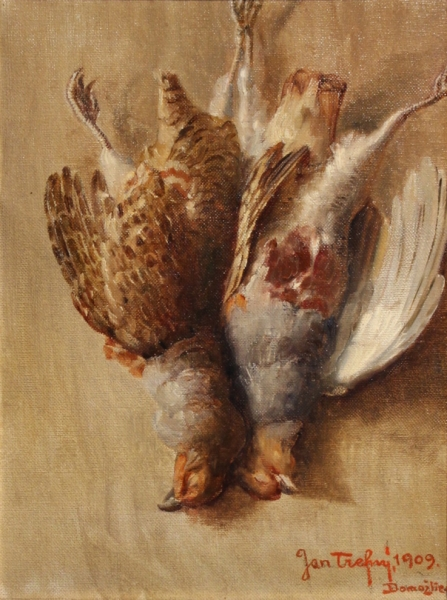
Jan Trefný Koroptve (1909)
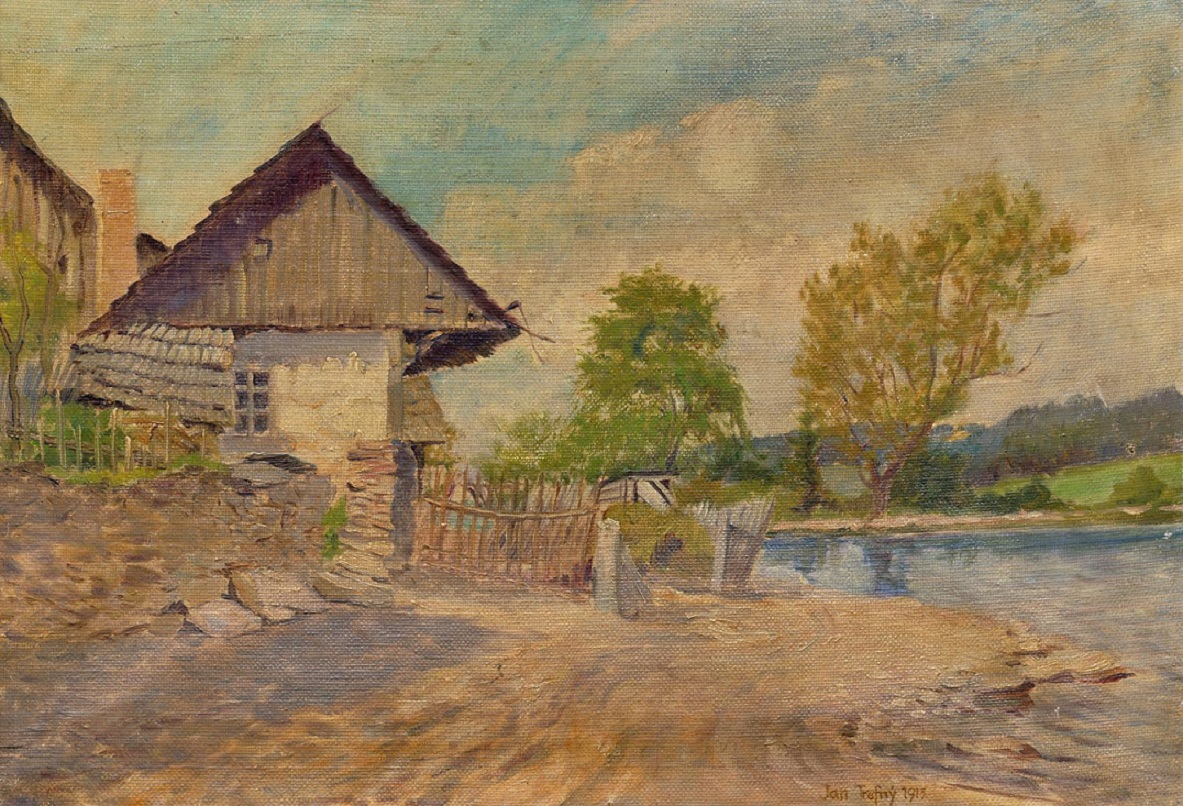
Jan Trefný Domek u řeky (1915)
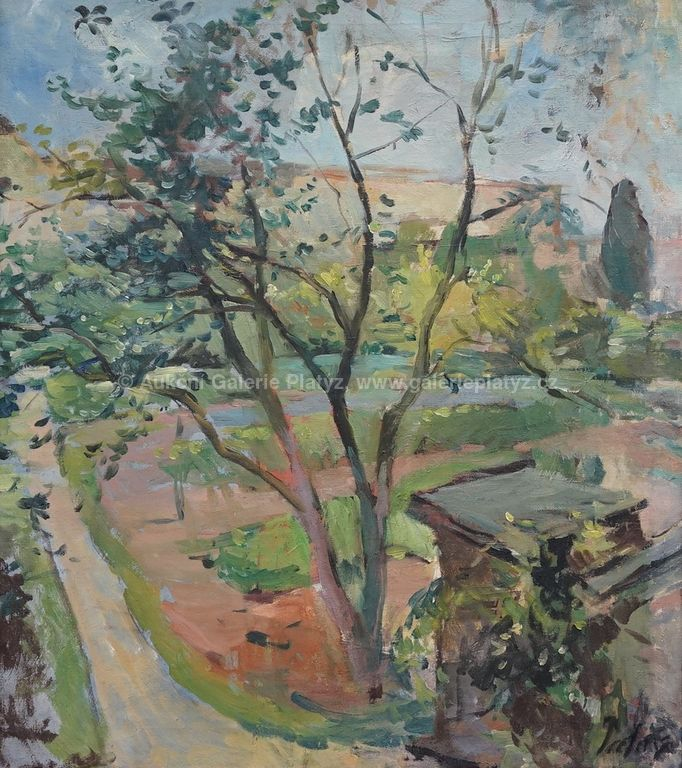
Jan Trefný Zahradní motiv
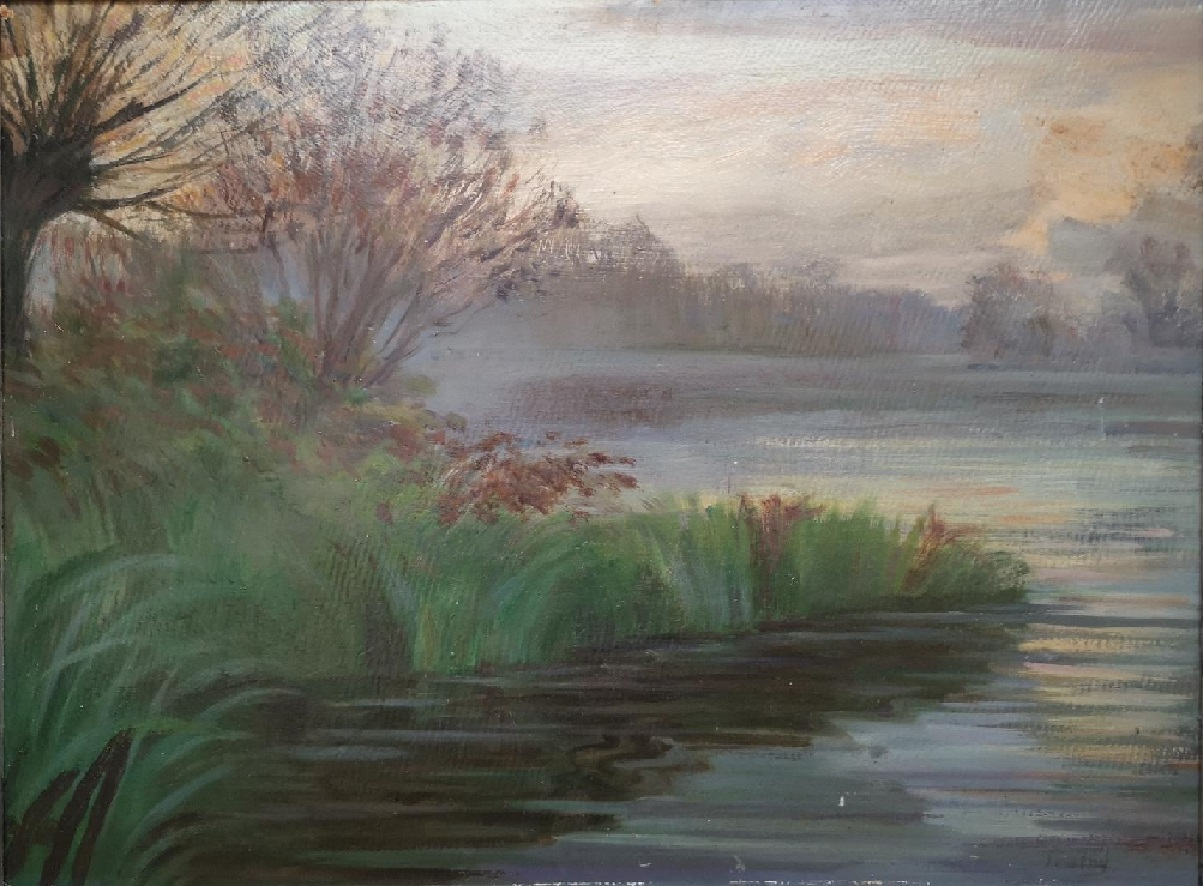
Jan Trefný Soumrak nad rybníkem
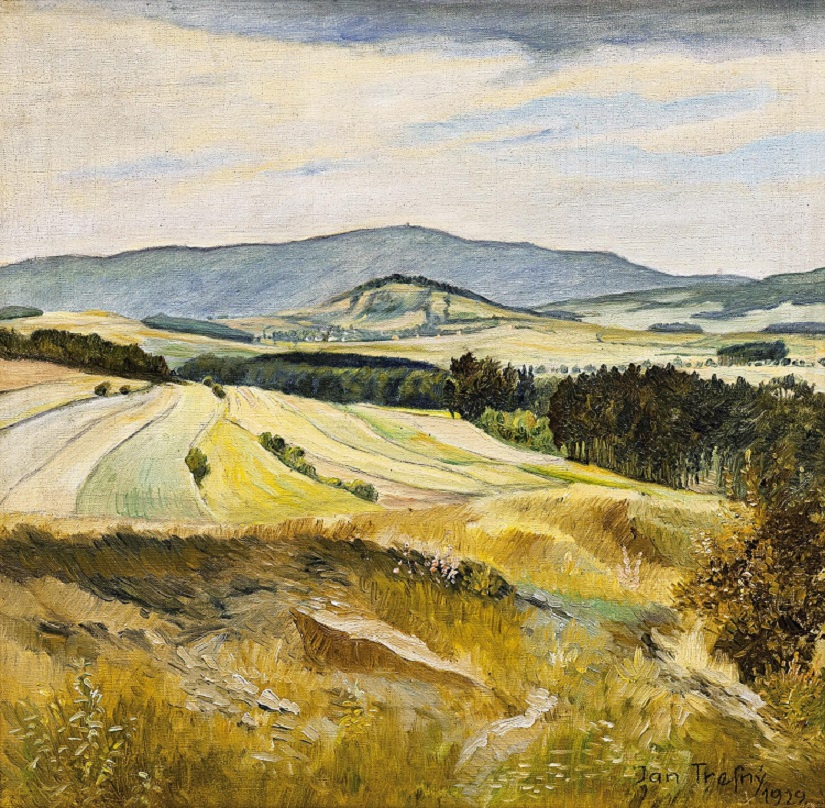
Jan Trefný Výhled do kraje (1929)
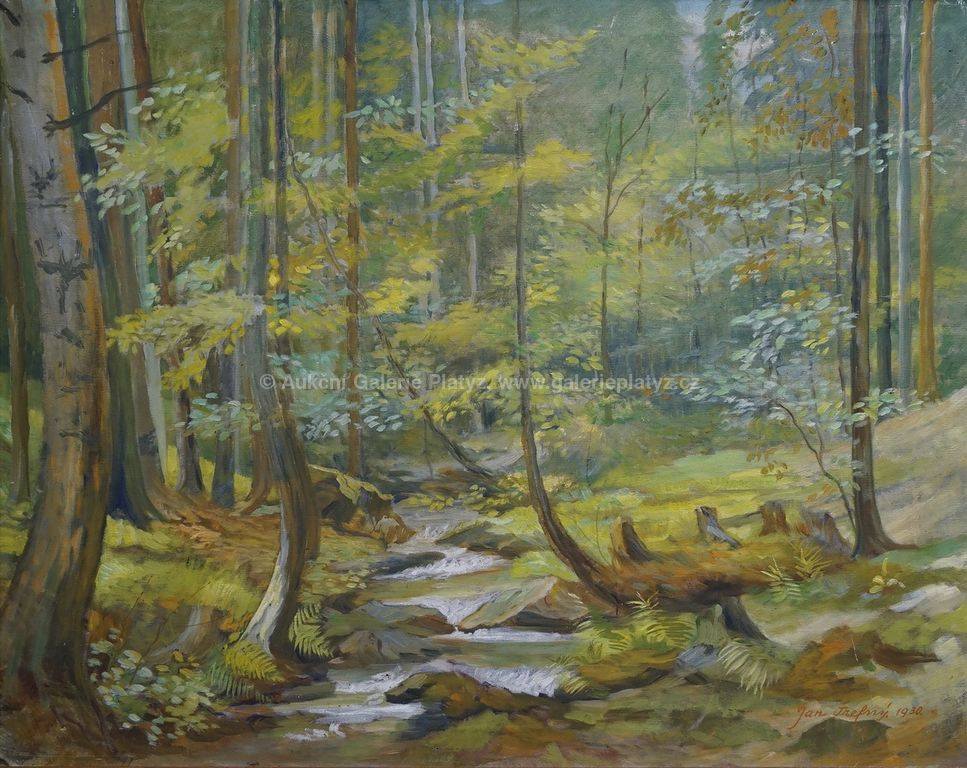
Jan Trefný Lesní potok (1930)
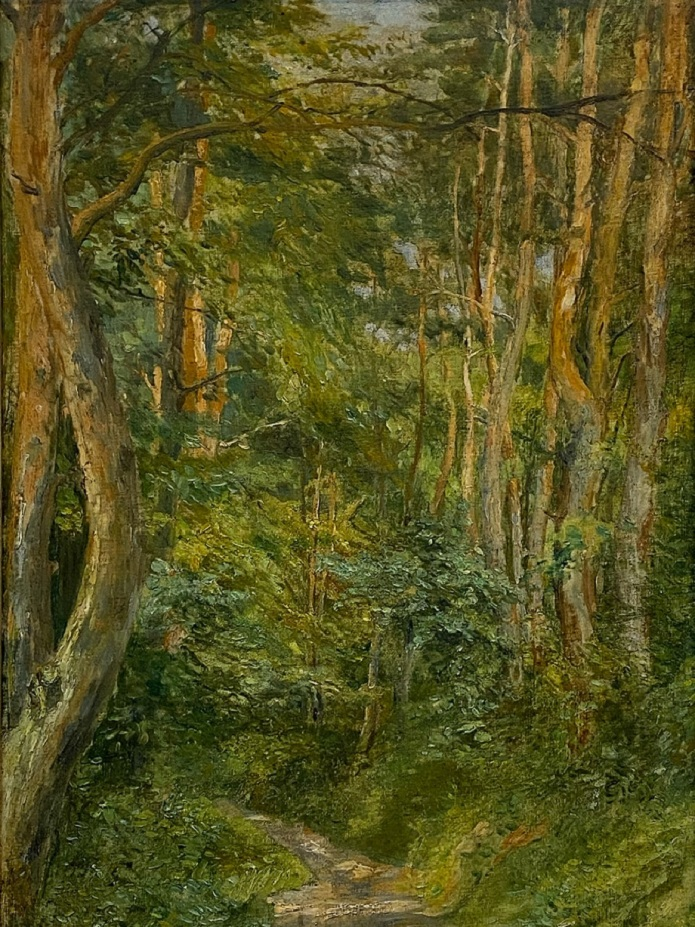
Jan Trefný Vavřinecká rokle (1931)
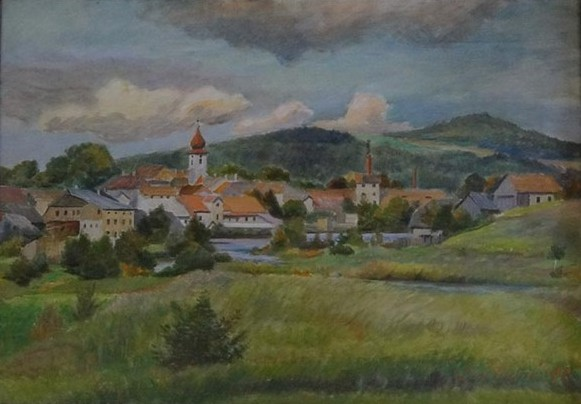
Jan Trefný Trhanov (1931)
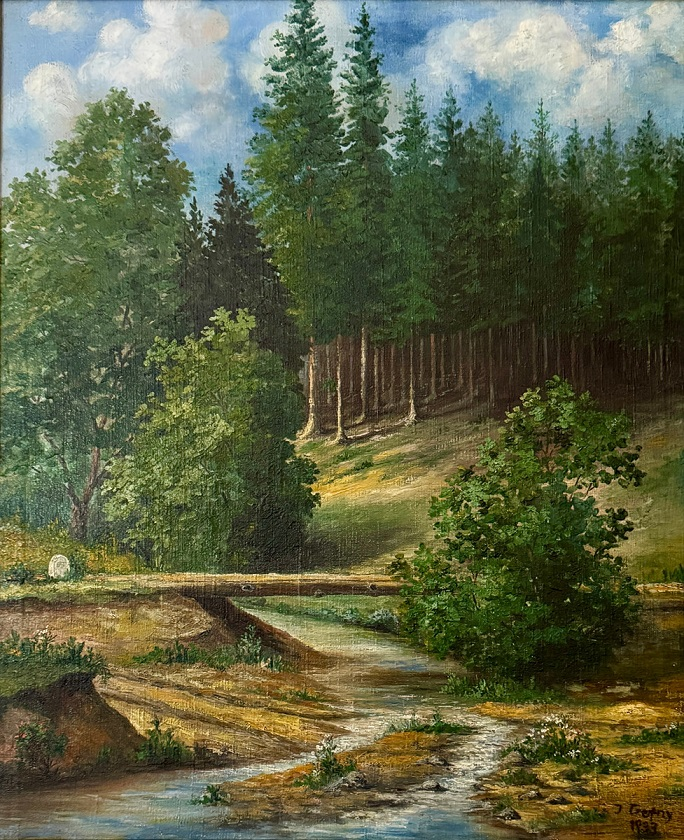
Jan Trefný Lávka (1933)